# Pallacanestro all'XI Universiade - Torneo maschile
Il Torneo di pallacanestro maschile della XI Universiade si è svolto a Bucarest, nel 1981.

## Classifica
| -       | Paese            | Formazione |
| ------- | ---------------- | --- |
| Oro     | Stati Uniti      | John Bagley · Kevin Boyle · Howard Carter · Mel Daniel · Roy Hinson · Jim Johnstone · Sidney Lowe · Kevin Magee · John Pinone · Fred Roberts · Derek Smith · Dale Solomon · All.: Tom Davis |
| Argento | Unione Sovietica | Unione Sovietica universitariaBelostennyj, Valters, Grišaev, Deriugini, Jovaiša, Kapustin, Korolev, Popov, Pustogvar, Tkačenko, Šereverja, Enden, All. Vladimir Kolos                       |
| Bronzo  | Jugoslavia       | |